# Clásico Boca Juniors-San Lorenzo
El clásico Boca Juniors-San Lorenzo es un partido de fútbol que involucra a dos de los clubes más representativos de Argentina, el Club Atlético Boca Juniors y el Club Atlético San Lorenzo de Almagro. Aunque no son vistos como máximos rivales, este encuentro es clasificado como un clásico debido a que ambos equipos cumplen con el criterio de ser considerados «clubes grandes». Esta clasificación comenzó siendo utilizada por la prensa especializada, luego de que la Asociación del Fútbol Argentino (AFA) estableciera el sistema de voto proporcional en 1937.
A lo largo de la historia se han enfrentado en partidos oficiales correspondientes a campeonatos de primera división, copas nacionales y copas internacionales. El primer partido entre Boca Juniors y San Lorenzo se jugó el 7 de noviembre de 1915 por el Campeonato de Primera División, donde el conjunto Xeneize goleó por 5 a 0 al Ciclón.
Entre ambos, suman un total de 96 títulos (74 de Boca Juniors y 22 de San Lorenzo). Se trata del 6.º partido del fútbol argentino con mayor sumatoria de títulos. Además, los dos integran la galería de «clubes clásicos» que dispuso la Federación Internacional de Fútbol Asociación (FIFA) en 2012.
Actualmente, San Lorenzo posee una ventaja sobre Boca de 6 partidos de diferencia en el historial general, y de 3 en el historial liguero. Por este motivo y si bien los dos equipos no se consideran sus principales rivales entre sí, la rivalidad entre ambos ha alcanzado niveles de antagonismo lo suficientemente altos como para que muchos de sus seguidores lo consideren un «segundo clásico».

## Historia

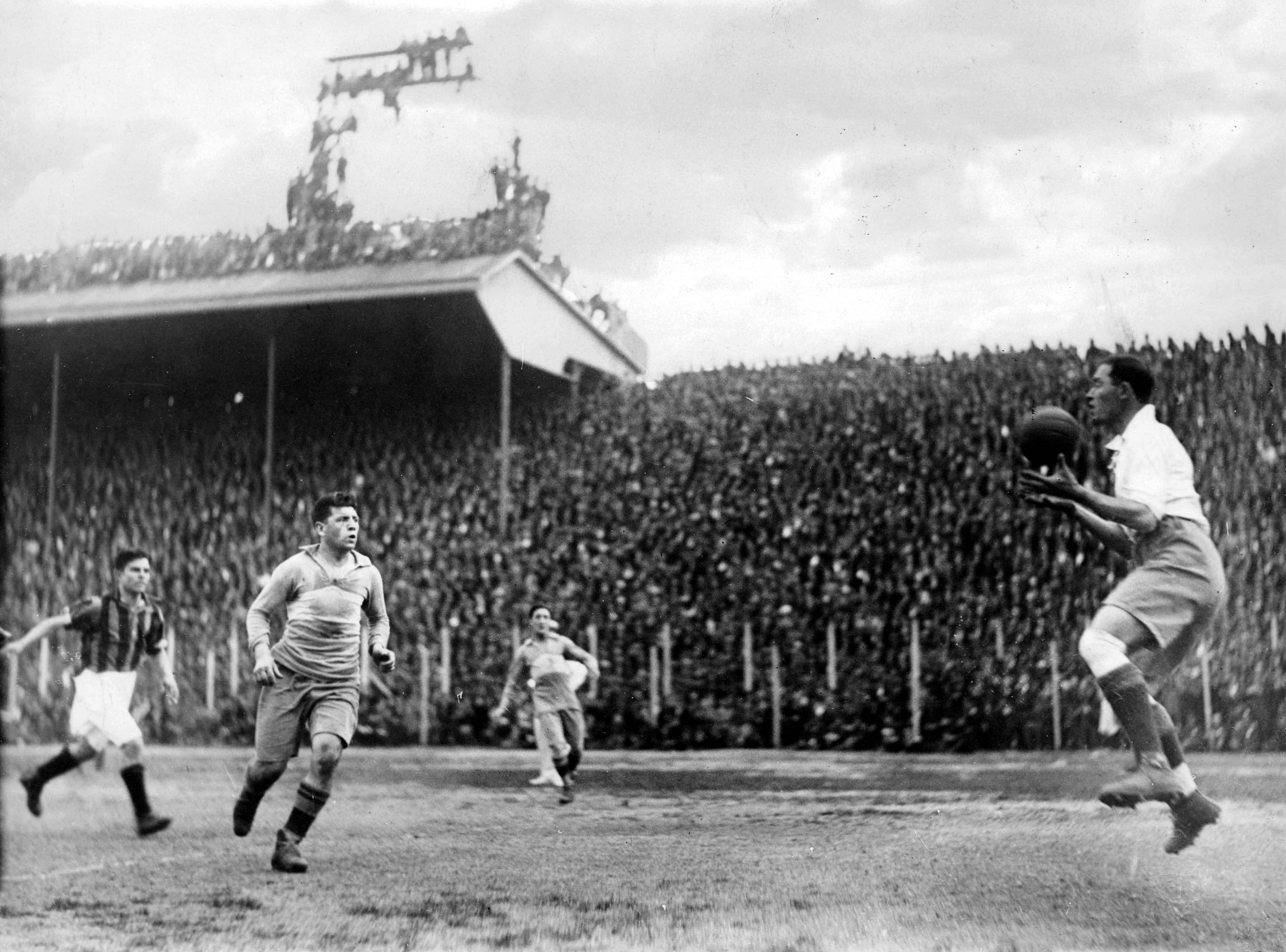
Boca 0-2 San Lorenzo (16/08/1931)

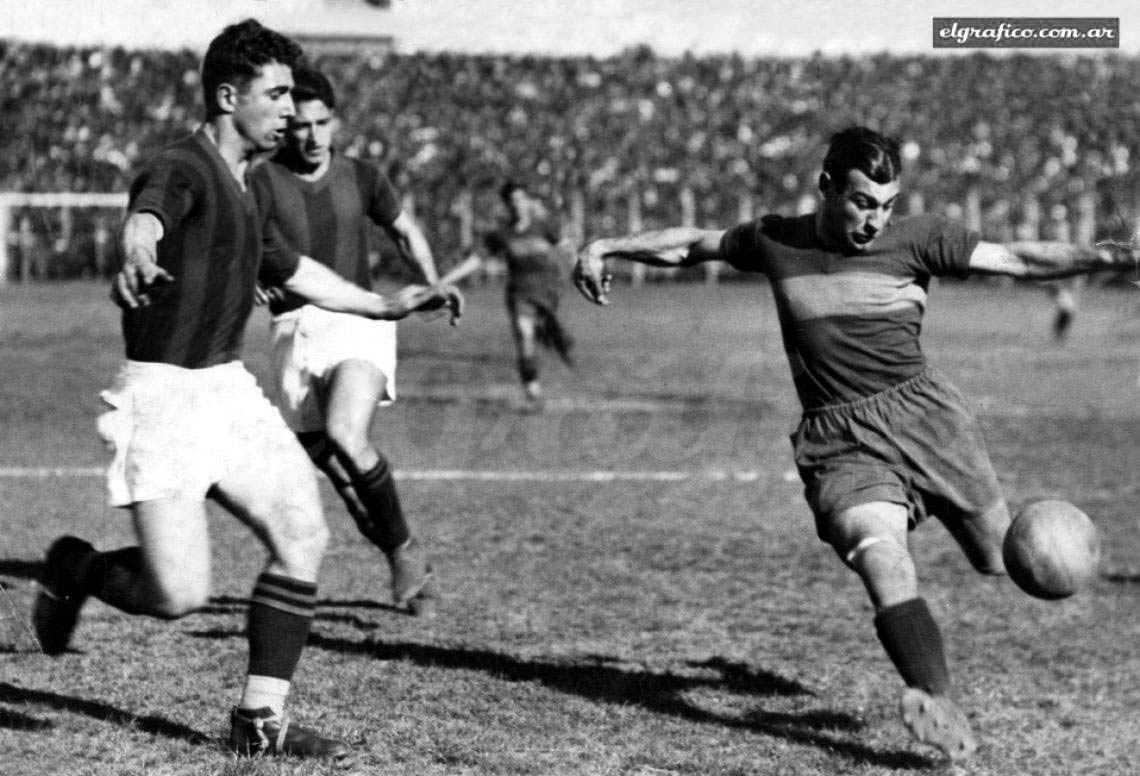
Francisco Varallo a punto de disparar, marcado por Oscar Tarrío y Lorenzo Gilli en un clásico.

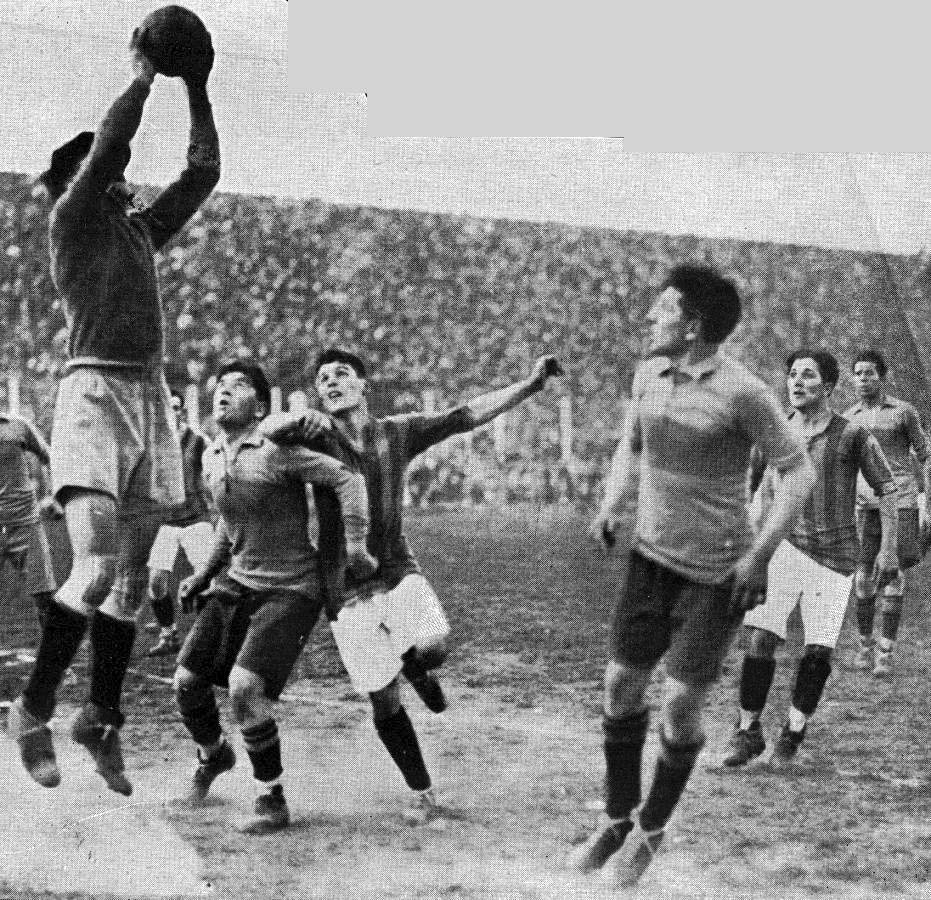
Manuel Merello atajando (Boca).

- El primer partido oficial entre ambas instituciones se disputó el 7 de noviembre de 1915, con victoria de Boca por 5 a 0 en Wilde (Boca Juniors).[9]

- El primer encuentro por Copa nacional se dio el 8 de enero de 1933 en la Copa de Honor Beccar Varela en el Gasómetro (San Lorenzo), con victoria azulgrana por 1 a 0.

- El primer encuentro profesional entre ambos equipos se dio el 16 de agosto de 1931 en Brandsen y Del Crucero (Boca Juniors), por la decimotercer fecha del campeonato. Terminó con triunfo azulgrana por 2 a 0 en condición de visitante.[9]

- Los primeros dos encuentros por una Copa internacional se dieron en la Copa Mercosur de 1999. En ambos, el ciclón se impuso por 1 a 0.[9]

- La mayor racha de partidos invicto de este clásico la estableció Boca entre 1979 y 1984, estando 13 partidos seguidos sin conocer la derrota ante San Lorenzo (con 6 triunfos).[9]

- La mejor racha conseguida de partidos ganados de forma consecutiva, también es del xeneixe, que hilvanó un total de 6 partidos ganados seguidos entre 1915 y 1928.[9]

- Dos veces se enfrentaron en una final, en la Copa Competencia Británica de 1946, donde Boca se impuso por 3 a 1, y en la Supercopa Argentina 2015, donde el ciclón goleó por 4 a 0 al conjunto de la Ribera.[9]
- Por campeonato local, Boca es el segundo rival que más veces enfrentó San Lorenzo; en cuanto a Boca, el ciclón es también el segundo rival con el que más veces se midió (para ambos, el rival con el que más se enfrentaron es River).[9]
- El ciclón es, hasta la fecha, el equipo más veces ha ganado en la Bombonera (Boca Juniors) y que más veces le ha ganado a Boca Juniors en su historia.[10]
- Hasta 1960, Boca tenía ventaja de 29-27 en el historial, pero la remontada de San Lorenzo fue notoria. La mayor diferencia conseguida por los de Boedo se dio justamente entre 1951 y 1960. Allí ganó la mayor cantidad de partidos respecto a su rival: cinco. De 22 encuentros, el Ciclón se quedó con 12 y cayó en siete. Ya no habría tiempo para Boca para volver a ponerse al frente en los registros.[11]
- San Lorenzo es el único equipo de todo el fútbol argentino que mantiene una ventaja sobre Boca en el historial en los enfrentamientos de más de 20 partidos jugados.[12]
- La AFA dio un partido por perdido a ambos debido a incidentes entre las parcialidades en 1990.[9]

## Estadísticas

### Enfrentamientos oficiales
Datos actualizados al último partido disputado el 18 de agosto de 2024
- En Campeonatos de Primera División, se disputaron 203 clásicos, con 77 victorias de San Lorenzo, 74 de Boca y 52 empates.[9]
- En copas nacionales, se enfrentaron en 6 ocasiones, con 3 victorias para el cuervo, 2 para los xeneizes, y 1 empate.
- Por copas internacionales, compitieron en 4 ocasiones, con 3 triunfos azulgranas y 1 victoria de Boca.

| Torneos disputados    | PJ  | GBJ | E  | GSL | Goles BJ | Goles SL |
| --------------------- | --- | --- | -- | --- | -------- | -------- |
| Primera División *    | 203 | 74  | 52 | 77  | 286      | 279      |
| Copas Nacionales      | 6   | 2   | 1  | 3   | 7        | 11       |
| Copas Internacionales | 4   | 1   | 0  | 3   | 2        | 4        |
| Total                 | 213 | 77  | 53 | 83  | 298      | 296      |

(*) Incluye todos los partidos de primera división disputados desde 1915 a 2024.

(**) AFA dio un partido perdido a ambos.

(***) Ambos equipos nunca se enfrentaron enre sí en la Segunda División.

### Enfrentamientos amistosos
- En partidos amistosos se disputaron 65 clásicos, con 23 victorias de Boca, 16 de San Lorenzo y 26 empates.[13]

| Partidos disputados | PJ | GBJ | E  | GSL | Goles BJ | Goles SL |
| ------------------- | -- | --- | -- | --- | -------- | -------- |
| Amistosos           | 65 | 23  | 26 | 16  | 103      | 83       |

### Últimos 10 partidos
| Fecha                    | Torneo                           | Estadio      | Resultado    | Resultado | Resultado    |
| ------------------------ | -------------------------------- | ------------ | ------------ | --------- | ------------ |
| 27 de noviembre de 2016  | Superliga 2016-17                | San Lorenzo  | San Lorenzo  | 1-2       | Boca Juniors |
| 4 de febrero de 2018     | Superliga 2017-18                | San Lorenzo  | San Lorenzo  | 1-1       | Boca Juniors |
| 9 de marzo de 2019       | Superliga 2018-19                | Boca Juniors | Boca Juniors | 3-0       | San Lorenzo  |
| 21 de septiembre de 2019 | Superliga 2019-20                | San Lorenzo  | San Lorenzo  | 0-2       | Boca Juniors |
| 27 de julio de 2021      | Campeonato 2021                  | Boca Juniors | Boca Juniors | 0-2       | San Lorenzo  |
| 9 de julio de 2022       | Campeonato 2022                  | San Lorenzo  | San Lorenzo  | 2-1       | Boca juniors |
| 12 de abril de 2023      | Campeonato 2023                  | San Lorenzo  | San Lorenzo  | 1-0       | Boca Juniors |
| 8 de noviembre de 2023   | Copa de la Liga Profesional 2023 | San Lorenzo  | San Lorenzo  | 1-1       | Boca Juniors |
| 30 de marzo de 2024      | Copa de la Liga Profesional 2024 | Boca Juniors | Boca Juniors | 2-1       | San Lorenzo  |
| 18 de agosto de 2024     | Campeonato 2024                  | Boca Juniors | Boca Juniors | 3-2       | San Lorenzo  |

### Goleadas en el clásico
- Estas son las máximas goleadas entre Cuervos y Xeneizes.[9]

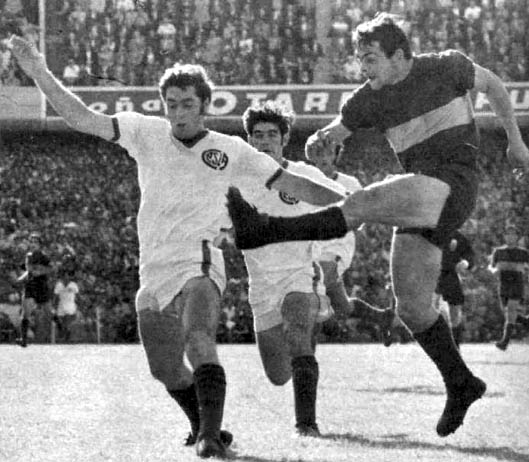
Oscar Pianetti patea vs. San Lorenzo en un clásico de 1969.

#### Goleadas de Boca Juniors

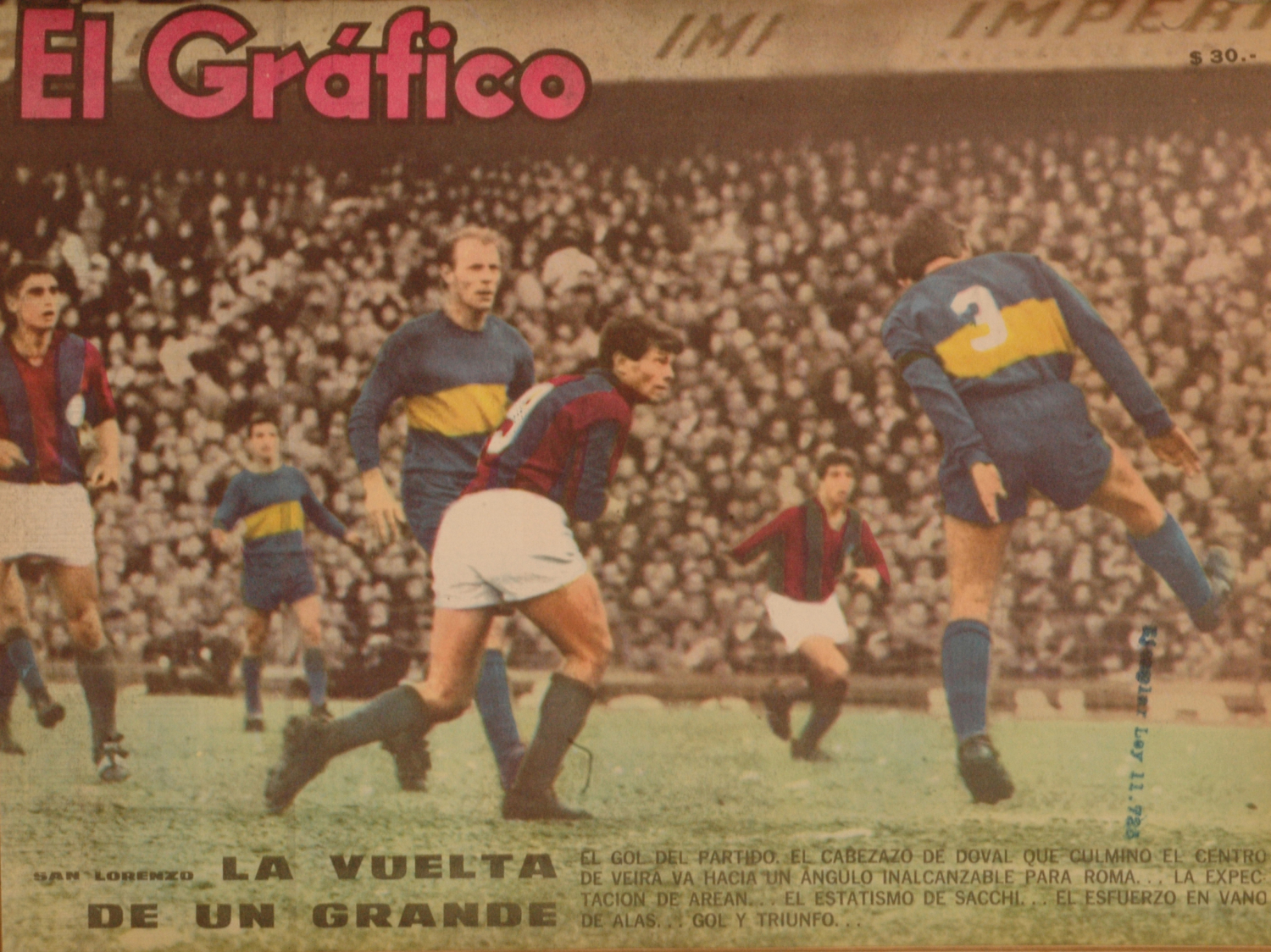
El clásico en 1965.

- Campeonato 1915: Boca 5 vs San Lorenzo 0
- Campeonato 1916: Boca 3 vs San Lorenzo 0
- Campeonato 1928: Boca 4 vs San Lorenzo 1
- Campeonato 1940: Boca 4 vs San Lorenzo 1
- Campeonato 1964: Boca 3 vs San Lorenzo 0
- Metropolitano 1974: San Lorenzo 0 vs Boca 6
- Metropolitano 1981: Boca 4 vs San Lorenzo 0
- Nacional 1981: Boca 3 vs San Lorenzo 0
- Campeonato 1986/87: Boca 3 vs San Lorenzo 0
- Clausura 1999: Boca 3 vs San Lorenzo 0
- Apertura 2004: Boca 3 vs San Lorenzo 0
- Apertura 2006: San Lorenzo 1 vs Boca 7
- Superliga 2018/19: Boca 3 vs San Lorenzo 0

#### Goleadas de San Lorenzo

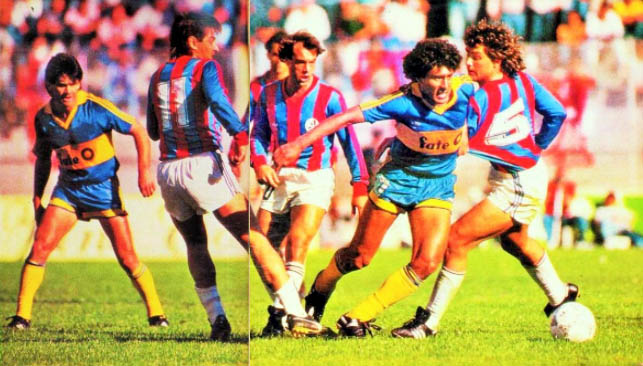
Boca vs San Lorenzo en 1987.

- Campeonato 1943: Boca 2 vs San Lorenzo 5
- Campeonato 1949: San Lorenzo 4 vs Boca Juniors 1
- Nacional 1967: San Lorenzo 4 vs Boca Juniors 0
- Metropolitano 1972: Boca 0 vs San Lorenzo 3
- Campeonato 1988/89 - Liguilla Libertadores: San Lorenzo 4 vs Boca 0
- Clausura 1997: San Lorenzo 4 vs Boca 0
- Clausura 2005: San Lorenzo 3 vs Boca 0
- Clausura 2007: Boca 0 vs San Lorenzo 3
- Apertura 2009: San Lorenzo 3 vs Boca 0
- Torneo Final 2013: San Lorenzo 3 vs Boca 0

## Eliminaciones directas por torneos oficiales

### Enfrentamientos de eliminación directa
Incluye todos los partidos de primera división disputados desde 1915.
- Boca y San Lorenzo se han enfrentado en 9  cruces de eliminación directa (15 partidos), de los cuales 1 fue por competiciones CONMEBOL y los otros 8 por torneos AFA.[9]
- Los xeneizes eliminaron a San Lorenzo en 5 ocasiones y los cuervos hicieron lo propio en otras 4 oportunidades.

| # | Torneo                             | Ronda                          | Estadio            | Local        | Resultado | Visitante    | Goles (L)                              | Goles (V)        |
| - | ---------------------------------- | ------------------------------ | ------------------ | ------------ | --------- | ------------ | -------------------------------------- | ---------------- |
| 1 | Campeonato de Primera Dvisión 1929 | Desempate por el primer puesto | River Plate        | Boca Juniors | 2-2       | San Lorenzo  | Kuko y Evaristo                        | García y Arrieta |
| 1 | Campeonato de Primera Dvisión 1929 | Desempate por el primer puesto | Racing Club        | San Lorenzo  | 2-2       | Boca Juniors | García y Foresto                       | Evaristo y Mutis |
| 1 | Campeonato de Primera Dvisión 1929 | Desempate por el primer puesto | River Plate        | Boca Juniors | 3-1       | San Lorenzo  | Evaristo (x2) y Moreyras               | Carricaberry     |
| 2 | Copa Adrián C. Escobar 1944        | Semifinal                      | San Lorenzo        | San Lorenzo  | 2-0       | Boca Juniors | Fernández y Etcheparre                 |                  |
| 3 | Copa Competencia Británica 1946    | Final                          | River Plate        | Boca Juniors | 3-1       | San Lorenzo  | G. Pin (x2) y J. Vázquez               | Aballay          |
| 4 | Liguilla Pre-Libertadores 1986     | Semifinal                      | River Plate        | San Lorenzo  | 1-2       | Boca Juniors |                                        |                  |
| 4 | Liguilla Pre-Libertadores 1986     | Semifinal                      | Boca Juniors       | Boca Juniors | 0-0       | San Lorenzo  |                                        |                  |
| 5 | Liguilla Pre-Libertadores 1989     | Final                          | Boca Juniors       | Boca Juniors | 1-1       | San Lorenzo  |                                        |                  |
| 5 | Liguilla Pre-Libertadores 1989     | Final                          | Huracán            | San Lorenzo  | 4-0       | Boca Juniors |                                        |                  |
| 6 | Liguilla Pre-Libertadores 1991     | Final                          | Vélez Sarsfield    | San Lorenzo  | 1-0       | Boca Juniors |                                        |                  |
| 6 | Liguilla Pre-Libertadores 1991     | Final                          | Boca Juniors       | Boca Juniors | 0-1       | San Lorenzo  |                                        |                  |
| 7 | Liguilla Pre-Libertadores 1992     | Cuartos de final               | Huracán            | Boca Juniors | 2-0       | San Lorenzo  |                                        |                  |
| 8 | Copa Sudamericana 2004             | Octavos de final (ida)         | San Lorenzo        | San Lorenzo  | 1-0       | Boca Juniors | H. González                            |                  |
| 8 | Copa Sudamericana 2004             | Octavos de final (vuelta)      | Ernesto Martearena | Boca Juniors | 2-1       | San Lorenzo  | Palermo y Tévez                        | Pereyra          |
| 9 | Supercopa Argentina 2015           | Final                          | Mario A. Kempes    | Boca Juniors | 0-4       | San Lorenzo  | P. Barrientos (x2), Belluschi y Blandi |                  |

#### Veces que el rival el eliminó al otro
| Boca Juniors | 5 |
| San Lorenzo  | 4 |
| Total        | 9 |

### Finales disputadas entre ambos
- En la historia del clásico jugaron 2 finales entre ambos, con una victoria por lado.

| # | Torneo                          | Ronda | Estadio         | Local        | Resultado | Visitante   | Goles (L)                              | Goles (V) |
| - | ------------------------------- | ----- | --------------- | ------------ | --------- | ----------- | -------------------------------------- | --------- |
| 1 | Copa Competencia Británica 1946 | Final | River Plate     | Boca Juniors | 3-1       | San Lorenzo | G. Pin (x2) y J. Vázquez               | Aballay   |
| 2 | Supercopa Argentina 2015        | Final | Mario A. Kempes | Boca Juniors | 0-4       | San Lorenzo | P. Barrientos (x2), Belluschi y Blandi |           |

#### Estadísticas en finales disputadas
| Boca Juniors | 1 |
| San Lorenzo  | 1 |
| Total        | 2 |

## Tablas comparativas entre los equipos

### Títulos oficiales[14]
| Competiciones                   | Boca Juniors | San Lorenzo |
| Torneos internacionales         | 18           | 3           |
| Torneos Rioplatenses            | 4            | 2           |
| Campeonatos de Primera División | 35           | 15          |
| Copas Nacionales                | 17           | 2           |
| Títulos Totales                 | 74           | 22          |
| ------------------------------- | ------------ | ----------- |

### Datos comparativos
|                                             | Boca Juniors                             | San Lorenzo                          |
| ------------------------------------------- | ---------------------------------------- | ------------------------------------ |
| Fecha de fundación                          | 3 de abril de 1905                       | 1 de abril de 1908                   |
| Cantidad de socios                          | 323 586                                  | 89 717                               |
| Estadio (capacidad)                         | Alberto J. Armando (54 000 espectadores) | Pedro Bidegain (47 964 espectadores) |
| Títulos en la Primera División              | 35                                       | 15                                   |
| Récord en la Primera División               | Bicampeón                                | Bicampeón                            |
| Copas nacionales                            | 17                                       | 2                                    |
| Títulos internacionales                     | 18                                       | 3                                    |
| Títulos rioplatenses                        | 4                                        | 2                                    |
| Títulos en la Segunda División              | 0                                        | 1                                    |
| Clasificación histórica en Primera División | 2.º puesto                               | 3.º puesto                           |
| Promedio de venta de entradas AFA           | 1.º puesto                               | 4.º puesto                           |
| Temporadas en Primera División              | 113                                      | 110                                  |
| Temporadas en otras divisiones              | 5                                        | 2                                    |
| Descensos                                   | sin descensos                            | 1981                                 |
| Goleadores en Primera División              | 19                                       | 17                                   |

## Jugadores que militaron en ambos clubes
|               |
| Agustín Orion |

|               |
| Héctor Scotta |

|                    |
| Fabricio Coloccini |

|                 |
| Julio Buffarini |

|                 |
| José Sanfilippo |

Algunos jugadores que vistieron ambas camisetas fueron: Esteban Ernesto Pogany, Pablo Agustín Comelles, Matías Nazareno Caruzzo, Oscar Alfredo Ruggeri, Daniel Fernando Fagiani, Fabián Gustavo Carrizo, Ariel José Krasouski, Matías Alejandro Giménez, Héctor Horacio Scotta, José Francisco Sanfilippo, Ignacio Ramón Peña, Agustín Ignacio Orión, Aldo Gustavo Paredes, Jorge Nicolás Higuaín, Armando Rafael Capurro, Enrique Oscar Hrabina, Blas Armando Giunta, Claudio Oscar Marangoni, José Daniel Ponce, Alfredo Raúl Letanú, Hugo Oscar Coscia, Antonio Héctor Garabal, Pablo Alejandro Migliore, Julio Alberto Buffarini, Miguel Alberto Nicolau, Fabricio Coloccini, Claudio Marcelo Morel Rodríguez, Diego Alejandro Rivero, Rubén José Suñé, Cristian Alberto González, Raúl Enrique Estévez, Alberto Federico Acosta, José Gustavo Coronel, Emmanuel Mas, entre otros.[cita requerida]